# Ака-Джаканді
Ака-Джаканді (перс. اقاجكندي) — село в Ірані, у дегестані Мальмір, у бахші Сарбанд, шагрестані Шазанд остану Марказі. За даними перепису 2006 року, його населення становило 188 осіб, що проживали у складі 46 сімей.

## Клімат
Середня річна температура становить 12,89 °C, середня максимальна – 31,30 °C, а середня мінімальна – -9,12 °C. Середня річна кількість опадів – 311 мм.
| Клімат поселення                              | Клімат поселення | Клімат поселення | Клімат поселення | Клімат поселення | Клімат поселення | Клімат поселення | Клімат поселення | Клімат поселення | Клімат поселення | Клімат поселення | Клімат поселення | Клімат поселення | Клімат поселення |
| Показник                                      | Січ.             | Лют.             | Бер.             | Квіт.            | Трав.            | Черв.            | Лип.             | Серп.            | Вер.             | Жовт.            | Лист.            | Груд.            |                  |
| Середній максимум, °C                         | 10,74            | 11,96            | 16,09            | 20,88            | 24,80            | 31,30            | 31,22            | 31,02            | 27,12            | 21,58            | 15,33            | 9,47             |                  |
| Середня температура, °C                       | 0,81             | 2,03             | 6,14             | 10,96            | 14,86            | 21,39            | 25,02            | 24,82            | 20,90            | 15,37            | 9,11             | 3,27             |                  |
| Середній мінімум, °C                          | −9,12            | −7,89            | −3,77            | 1,03             | 4,94             | 11,46            | 18,80            | 18,60            | 14,70            | 9,18             | 2,91             | −2,94            |                  |
| Норма опадів, мм                              | 52               | 44               | 56               | 39               | 30               | 6                | 0                | 1                | 0                | 6                | 30               | 47               |                  |
| Середньомісячна швидкість вітру, м/с          | 1.94             | 2.48             | 3.06             | 2.86             | 2.70             | 2.57             | 2.59             | 2.44             | 2.31             | 2.21             | 1.89             | 1.51             |                  |
| Середньомісячна сонячна радіація, кДж/м²·день | 9333             | 12561            | 15170            | 18511            | 22514            | 26981            | 25919            | 24249            | 21435            | 15962            | 11255            | 9168             |                  |
| --------------------------------------------- | ---------------- | ---------------- | ---------------- | ---------------- | ---------------- | ---------------- | ---------------- | ---------------- | ---------------- | ---------------- | ---------------- | ---------------- | ---------------- |
| Джерело:                                      |                  |                  |                  |                  |                  |                  |                  |                  |                  |                  |                  |                  |                  |